# Виллаплан, Александр
Алекса́ндр «Алекс» Виллапла́н (фр. Alexandre «Alex» Villaplane, произносится [alɛksɑ̃dʁ vilaplan]; 12 сентября 1905, Алжир — 26 декабря 1944, Фор-де-Монруж, Аркёй) — французский футболист, центральный полузащитник. Капитан сборной Франции на ЧМ-1930 в трёх встречах. Участник Олимпиады-1928.
Он играл за 5 французских команд, финалист Кубка Франции 1923, 1924, 1930. Завершил профессиональную игровую карьеру в клубе Испано-Бастидьенн, за команду которого выступал в течение 1934—1935 годов.
После окончания карьеры он пристрастился к лошадиным бегам, но попал в тюрьму из-за фальсификации результатов скачек.
Во время Второй мировой войны активно сотрудничал с фашистами и стал одним из руководителей Североафриканской бригады, составленной из магрибских иммигрантов во Франции, практически единственным средством борьбы с подпольными антифашистскими организациями Франции. Из-за жестокости его людей они получили прозвище «СС Мохаммед». Он был осуждён 1 декабря 1944 года и расстрелян 26 декабря 1944 года за участие как минимум в 10 убийствах. Прокурор охарактеризовал его следующим образом: «Его психология отличалась от психологии других членов банды. Он сам признаёт себя интриганом. Я бы сказал, изучив его досье, что он прирождённый мошенник. У мошенников есть чутьё, незаменимое в их профессии: умение устраивать шоу. Это необходимо, чтобы ослепить жертву и заставить её делать, что надо. Он использовал это для осуществления наихудшей формы шантажа — шантажа надеждой».